# Jean-Marc Pilorget
Pour les articles homonymes, voir Pilorget.
Jean-Marc Pilorget, né le 13 avril 1958 à Paris 10e, est un footballeur puis entraîneur français. Il joue au poste de défenseur jusqu'en 1992 puis devient entraîneur. 
Joueur du Paris Saint-Germain durant quinze saisons, il y a disputé 435 matches (record du club, seulement battu en 2024 par Marquinhos).

## Biographie
Repéré par René Baule au stage de recrutement de Pâques 1975, il rejoint le PSG en tant qu'aspirant en juillet 1975. Il fait partie des « Quatre Mousquetaires » (avec François Brisson, Thierry Morin et Lionel Justier) entrés en jeu tous les quatre ensemble le 21 décembre 1975. 
Convoqué en équipe de France A contre le Brésil le 15 mai 1981 (défaite 1-3), il reste toutefois sur le banc de touche. Convoqué au stage de Font-Romeu de l'équipe de France A pendant la trêve hivernale 1983-1984 pour préparer l'Euro 1984, il est victime d'un grave accident de voiture dans la nuit du 18 au 19 décembre 1983 et échappe de peu à la mort. Sportivement, cela lui coûte sa carrière internationale, la fin de saison 1983-1984 et presque la totalité de la suivante (un seul match en championnat), puisqu'il ne revient sur les terrains que le samedi 23 mars 1985 pour un match de l'équipe réserve face à Nancy. Aussi, il loupe la finale de la Coupe de France en 1985.
Champion de France en 1986, où il est, avec Joël Bats, le seul joueur à disputer toutes les rencontres du championnat, il devient capitaine de l'équipe l'année suivante, en 1986-1987. Jean-Marc détient toujours le record de fidélité au PSG avec 371 matchs de championnat et 435 matchs officiels en équipe fanion (jusqu’en 2024, où ce record est battu par le Brésilien Marquinhos).
Il est entraîneur de l'AS Cannes entre 2012 et 2014 puis en 2016.

## Carrière

### Joueur
- 1975-1987 : Paris SG  France
- 1987-1988 : AS Cannes  France
- 1988-1989 : Paris SG  France
- 1989-1990 : EA Guingamp  France
- 1990-1992 : Stade raphaëlois  France

### Entraîneur
- 1992-1993 : US Endoume  France
- 1994-1997 : ES Fréjus  France
- 1997-1998 (jeunes) : ES Fréjus  France
- 1998-2003 : ES Viry-Châtillon  France
- 2005-2007 : Paris FC  France
- décembre 2007-2008 : SO Romorantin  France
- 2008-2009 : Paris FC  France
- janvier 2012-2014 : AS Cannes  France
- 2015-décembre 2015[1] : ES Fréjus Saint-Raphaël  France
- 2016 : AS Cannes  France

## Palmarès joueur

### En club
- Champion de France en 1986 avec le Paris SG
- Vainqueur de la Coupe de France en 1982 (où il marque le dernier penalty victorieux en offrant ainsi la victoire au PSG aux tirs au but[2])  et en 1983 avec le Paris SG
- Vice-champion de France en 1989  avec le Paris SG

## Palmarès entraîneur
- Champion de France de CFA groupe D 2006 avec le Paris FC